# Martin Opitz

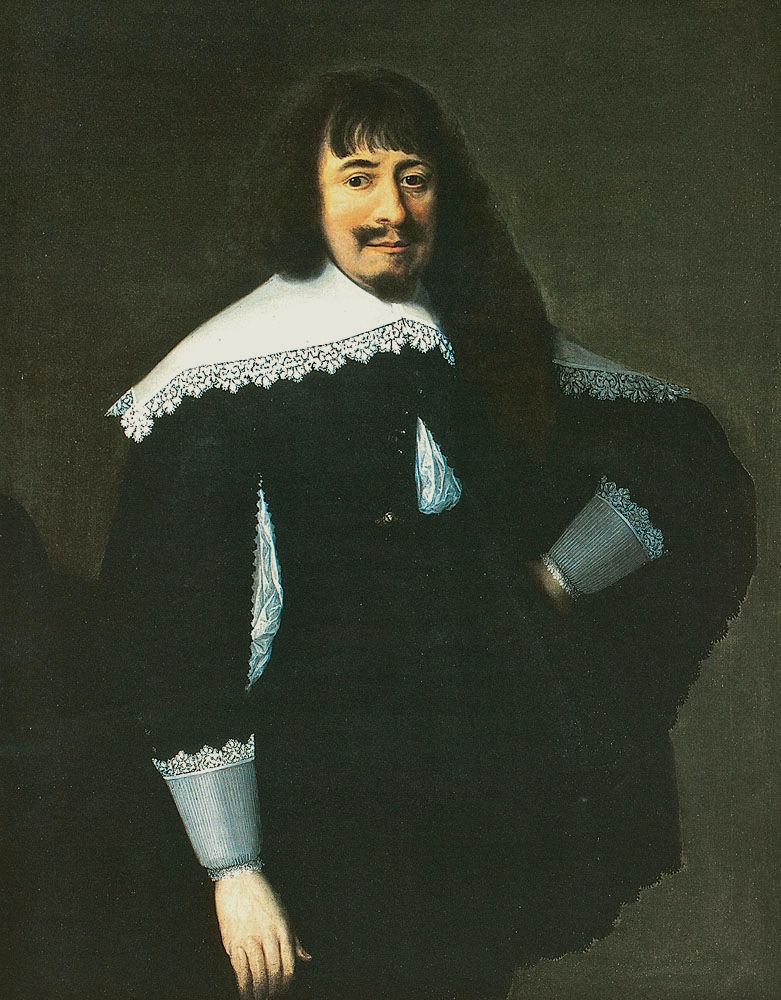
Martin Opitz, Porträt von Bartholomäus Strobel, 1636/1637
Martin Opitz' Unterschrift:

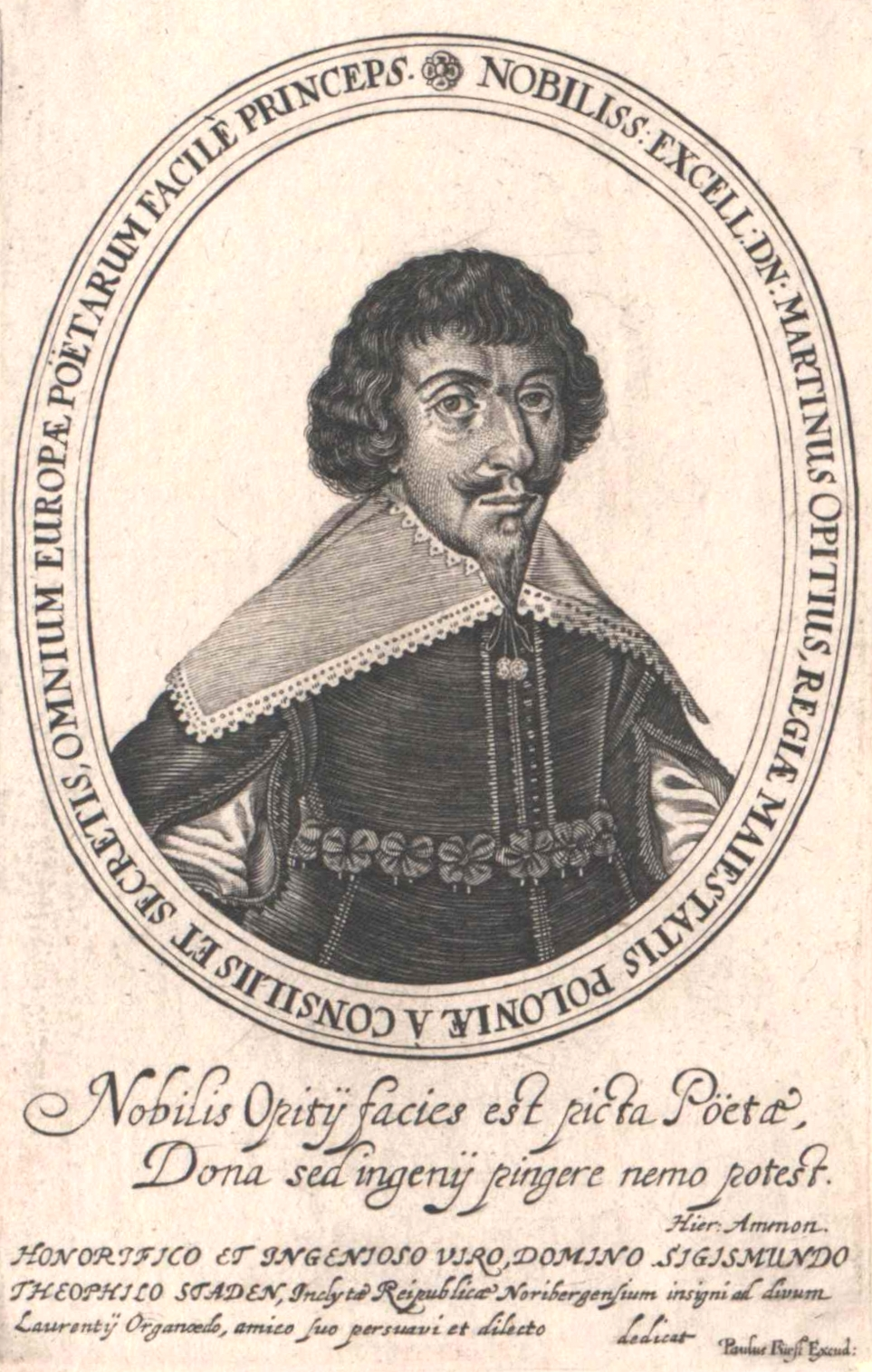
Nobiliss. Excell. Dn. Martinus Opitius, Regiae Maiestatis Poloniae a Consiliis et Secretis, omnium Europae Poetarum Facile Princeps

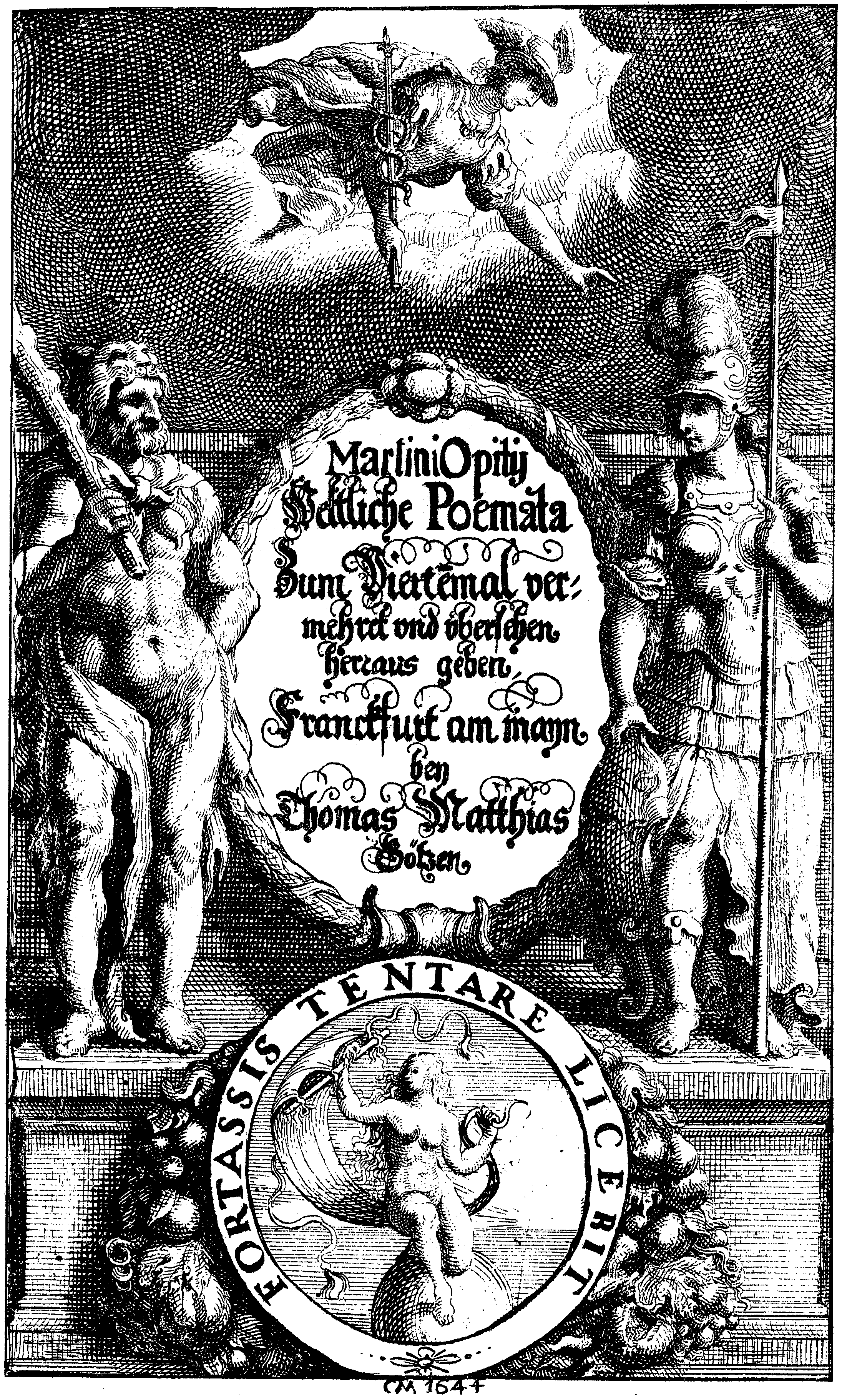
Titelkupfer der Weltlichen Poemata in der Ausgabe von 1644

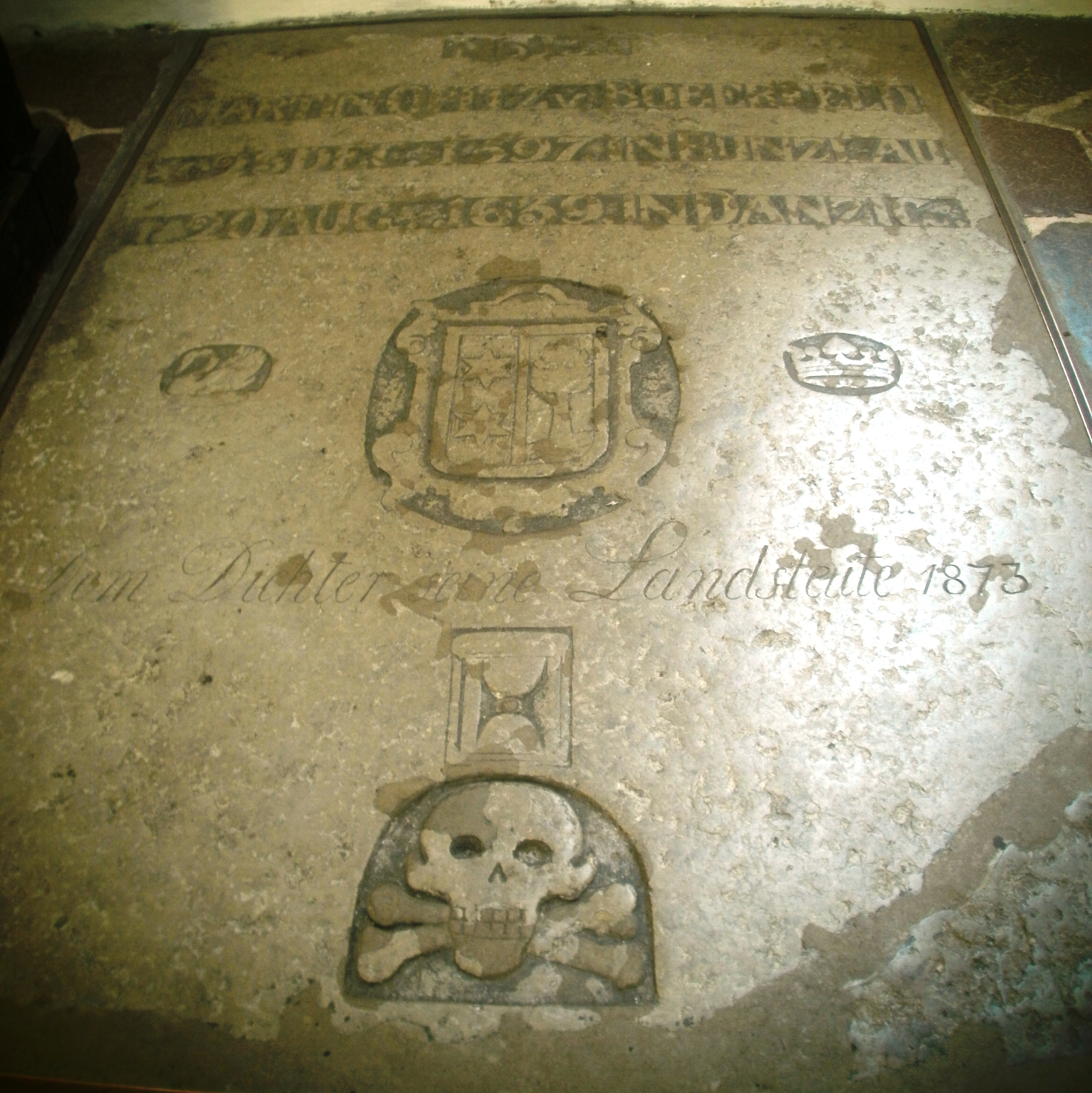
Grab von Martin Opitz in der Danziger Marienkirche

Martin Opitz (1628 nobilitiert mit Namensmehrung zu Opitz von Boberfeld; * 23. Dezember 1597 in Bunzlau, Herzogtum Schweidnitz-Jauer; † 20. August 1639 in Danzig) war der Begründer der Schlesischen Dichterschule, deutscher Dichter und ein bedeutender Theoretiker des Barock und des Späthumanismus.

## Leben und Werk
Opitz war der Sohn des Metzgers Sebastian Opitz und dessen erster Ehefrau Martha Rothmann. Er besuchte ab 1605 die Lateinschule seiner Vaterstadt und wechselte 1614 auf das Maria-Magdalenen-Gymnasium zu Breslau. Mit 20 Jahren immatrikulierte er sich 1617 am akademischen Gymnasium zu Beuthen an der Oder. Nachdem er 1618 einige Zeit als Hauslehrer in der Familie von Tobias Scultetus in Frankfurt (Oder) tätig gewesen war, wechselte er am 17. Juni 1619 an die Universität nach Heidelberg, wo er Philosophie und Jura studierte und mit Georg Michael Lingelsheim, Jan Gruter, Caspar von Barth, Julius Wilhelm Zincgref und Balthasar Venator in Kontakt kam.
Der kurpfälzische Geheimrat Lingelsheim stellte Opitz als Hauslehrer für seine Söhne an. Als ihn der Krieg in Heidelberg einholte, ging Opitz 1620 als Hauslehrer in die Niederlande. An der Universität Leiden schloss er Freundschaft mit Daniel Heinsius, dessen Lobgesang Jesu Christi er bereits in Heidelberg übersetzt hatte. Ein Jahr später ging Opitz nach Jütland, wo sein erst 13 Jahre später veröffentlichtes Werk Trostgedichte in Widerwärtigkeit des Kriegs entstand. Bald schon nahm er die Einladung des Fürsten Gábor Bethlen an und zog nach Weißenburg in Siebenbürgen, um am Akademischen Gymnasium Philosophie und schöne Wissenschaften zu lehren.
Er verfasste hier unter anderem das Gedicht Zlatna (Name eines anmutig gelegenen Fleckens in Siebenbürgen) und begann ein nie vollendetes großes Werk über die Altertümer Dakiens (Dacia antiqua). Von Heimweh getrieben, kehrte er 1623 nach Schlesien zurück. Schon ein Jahr später avancierte er zum Rat des Herzogs Georg Rudolf von Liegnitz, der damals in Breslau das Amt des Oberlandeshauptmanns von Schlesien bekleidete.
1624 veröffentlichte Opitz sein Hauptwerk, das Buch von der Deutschen Poeterey. Hierin beschreibt er Regeln und Grundsätze einer neu zu begründenden hochdeutschen Dichtkunst, die sich nicht an den überlieferten antiken Versmaßen ausrichten, sondern vielmehr eine eigene, der deutschen Sprache gemäße metrische Form finden solle:

„Nachmals ist auch ein jeder vers entweder ein jambicus oder trochaicus; nicht zwar das wir auf art der griechen und lateiner eine gewisse groesse der silben koennen in acht nemen; sondern das wir aus den accenten und dem thone erkennen / welche silbe hoch und welche niedrig gesetzt soll werden. Ein Jambus ist dieser: 'Erhalt vns Herr bey deinem wort.' Der folgende ein Trocheus: 'Mitten wir im leben sind.' Dann in dem ersten verse die erste silbe niedrig / die andere hoch / die dritte niedrig / die vierte hoch / und so fortan / in dem anderen verse die erste silbe hoch / die andere niedrig / die dritte hoch / etc. außgesprochen werden. Wie wohl nun meines wissens noch niemand / ich auch vor der zeit selber nicht / dieses genawe in acht genommen / scheinet es doch so hoch von noethen zue sein / als hoch von noethen ist / das die Lateiner nach den quantitatibus oder groessen der sylben jhre verse richten vnd reguliren.“

Opitz wies darin auch der Echolyrik den Weg in die deutschsprachige Literatur; sein Gedicht Echo oder Widerschall wurde zum am häufigsten rezipierten Echogedicht des Barock. Anlässlich eines Besuchs in Wien verfasste Opitz 1625 ein Trauergedicht auf den Tod des Erzherzogs Karl. Dafür wurde er von Kaiser Ferdinand II. eigenhändig zum Poeta Laureatus gekrönt und am 14. September 1628 als Opitz von Boberfeld in den Adelsstand erhoben. Opitz selbst machte jedoch zeit seines Lebens keinen Gebrauch von dieser Auszeichnung. Die 1625 in Breslau erschienen Acht Bücher Deutscher Poematum waren die erste autorisierte und von ihm selbst herausgegebene Gedichtsammlung seiner Werke.
Um seine Anerkennung als Dichter voranzubringen, versuchte Opitz durch Vermittlung seines Freundes August Buchner in der in Köthen ansässigen Fruchtbringenden Gesellschaft Mitglied zu werden. Diesem Ansinnen begegnete man dort jedoch mit Zurückhaltung. Besonders Tobias Hübner, der die Versform der Alexandriner bevorzugte, war ein entschiedener Gegner von Opitz. Problematisch erschien ferner, dass Opitz, obwohl selbst Protestant, 1626 zum Sekretär des Grafen Karl Hannibal von Dohna ernannt worden war, des Führers der schlesischen Gegenreformation, der durch seine Protestantenverfolgungen berüchtigt war. Erst 1629 nahm Fürst Ludwig I. von Anhalt-Köthen Opitz in die Fruchtbringende Gesellschaft auf. Besonders Diederich von dem Werder und Friedrich von Schilling hatten sich vehement für Opitz eingesetzt. Bei der Aufnahme verlieh ihm der Fürst den Gesellschaftsnamen der Gekrönte und das Motto mit Diesem. Als Emblem wurde ihm ein Lorbeerbaum mit breiten Blättern (Laurus nobilis L.) zugedacht.
Seit 1627 war Opitz mit dem Breslauer Maler Bartholomäus Strobel befreundet, dem er das Gedicht „Ueber des berühmbten Mahlers Herrn Bartholomei Strobels Kunstbuch“ widmete. 1630 reiste er im Auftrag des Grafen Dohna nach Paris. Dort lernte er Hugo Grotius kennen, dessen „Über die Wahrheit der christlichen Religion“ er in deutsche Verse übertrug. 1632 trat er nach der Vertreibung der Dohnas aus Schlesien in den Dienst der schlesischen protestantischen Herzöge. Nach dem am 22. Februar 1633 erfolgten Ableben des Grafen Dohna wechselte Opitz im Folgejahr zu seinem Gönner, dem Herzog Johann Christian von Brieg, der nach dem Frieden von Prag zusammen mit seinem Bruder Georg Rudolf nach Thorn geflohen war. Dorthin folgte ihnen auch Opitz, der sich in Danzig niederließ. In Danzig unterhielt er rege Kontakte zu Bartholomäus Nigrinus, der damals Pastor an der Pfarrkirche St. Peter und Paul war, sowie zu Andreas Gryphius und Christian Hoffmann von Hoffmannswaldau, die dort das Akademische Gymnasium besuchten. In dieser Zeit entstanden die wichtigen Dramen Judith und Antigone (1636). Bartholomäus Strobel porträtierte 1636/37 Martin Opitz in Danzig. Er war schwedischer Agent. 1636 trat er in den Dienst von König Władysław IV. Wasa von Polen, der ihn zum Sekretär und polnischen Hofhistoriographen ernannte. In dieser Eigenschaft begann Opitz das Studium der sarmatischen Altertümer, beschäftigte sich daneben mit altdeutscher Poesie und veröffentlichte 1639 das „Annolied“ mit einem lateinischen Kommentar im Druck. Die Handschrift ist verloren.
Opitz ließ in Breslau bei David Müller und in Danzig bei Andreas Huenefeld drucken. In Danzig widmete er seine „Geistigen Poemata“ der Gräfin Sibylle Margarethe Dönhoff, welche soeben den Grafen Gerhard Dönhoff geheiratet hatte, die eine Tochter des Herzogs Johann Christian war, in dessen Diensten er bis 1636 stand.
Am 20. August 1639 starb Martin Opitz im Alter von 41 Jahren infolge einer in Danzig wütenden Pestseuche. Seine Grabstätte befindet sich in der Danziger Marienkirche.

## Bedeutung
Opitz wurde von seinen Anhängern Vater und Wiederhersteller der Dichtkunst genannt. Er verfolgte das Ziel, die deutsche Dichtung auf Basis von Humanismus und antiken Formen zu einem Kunstgegenstand höchsten Ranges zu erheben, und es gelang ihm, eine neue Art der Poetik zu schaffen. Johann Christoph Gottsched nannte ihn in seiner Gedenkrede zum 100. Todestag Opitz’ 1739 den ersten, dem es gelungen sei, die deutsche Sprache auf eine Höhe zu bringen, die allen Ansprüchen an eine gehobene Diktion gerecht wurde und alltagsweltliche Sprache eliminierte, womit er dem Vordringen des Französischen Einhalt gebot.
Mit seinen Betrachtungen über Sprache, Stil und Verskunst gab Opitz der deutschen Poesie eine formale Grundlage. Dabei stellte er verschiedene Gesetze auf, welche über ein Jahrhundert hinaus als Richtlinie und Maßstab aller deutschen Poesie galten:
- Er forderte eine strenge Beachtung des Versmaßes unter zwingender Berücksichtigung des natürlichen Wortakzents.
- Er lehnte unreine Reime ab.
- Er verbot Wortverkürzungen und Zusammenziehungen.
- Auch Fremdwörter schloss er aus.
- Den Knittelvers lehnte Opitz ab, er empfahl den Alexandriner.

Zu Opitz’ ästhetischen Grundsätzen gehörte das Horaz-Prinzip, „dass die Poesie, indem sie ergötze, zugleich nützen und belehren müsse“ (siehe auch Regeldrama). Im Buch von der Deutschen Poeterey (1624) stellte er wegweisend für die barocke Dichtungstheorie den grundlegenden philosophischen Wert der Dichtung heraus und leitete die Vorrangstellung der Dichtkunst vor der Philosophie daraus ab, dass sie nicht nur der Wahrheitsfindung diene, sondern auch erfreuen könne. Opitz verlangte, „dass die Dichtung eine lebendige Malerei“ sei. Der ernsthaften Dichtung gab Opitz die Gegenüberstellung von Vergänglichem und Ewigem als zentrales Thema vor. In späteren Jahrhunderten sind Opitz’ Regeln als Beengung des dichterischen Vermögens und der seelischen Schöpferkraft heftig kritisiert worden.
Für den Komponisten Heinrich Schütz schrieb Martin Opitz das Libretto der Tragicomoedia Dafne, die als erste deutsche Oper gilt. Die Uraufführung fand 1627 in Torgau statt; die Musik ist verschollen.

## Deutung
Die germanistische Forschung hat Opitz immer wieder als Begründer der deutschen Dichtung angesprochen. Das Buch von der Deutschen Poeterey beruht über weite Strecken auf Texten der humanistischen Poetik, z. B. Julius Caesar Scaligers und Pierre de Ronsards. Dennoch war Opitz’ Rezeption und Transfer dieser europäischen Dichtungslehren ins Deutsche ein wichtiger und nachhaltiger Schritt. In der Opitznachfolge entstanden weitere bedeutende Lehrbücher der Poesie, u. a. von August Buchner, Georg Philipp Harsdörffer und Sigmund von Birken. Es gibt zahlreiche Editionen, Auflagen und Kommentare der Poeterey. Durchgehend wird – auch von den Zeitgenossen – die Bedeutung betont, die Opitz für die Verslehre hatte. Eine originelle Deutung der Opitzschen Reform mit ihrer Hervorhebung des Akzentprinzips und des Alternierens von Hebung und Senkung versucht Nicola Kaminski, wenn sie diese als Reaktion auf die Militärreform von Moritz von Oranien interpretiert.

## Ehrung

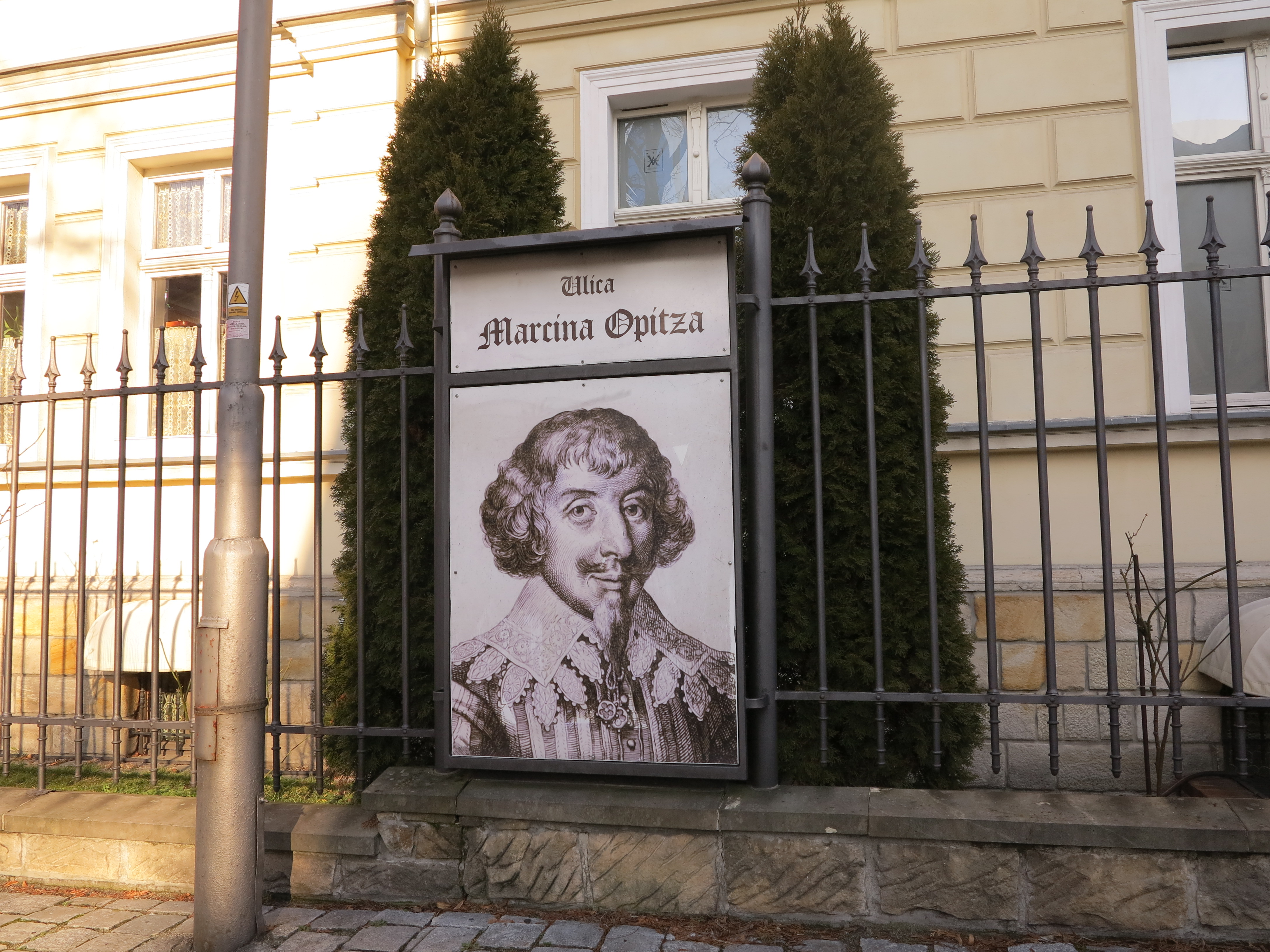
Abbildung von Martin Opitz an der nach ihm benannten Straße in Bolesławiec

- Abbildung von Martin Opitz an der nach ihm benannten Straße in BolesławiecDer Bildhauer Hermann Michaelis schuf eine Büste von Martin Opitz, die in Bunzlau aufgestellt wurde. Am 30. September 2012 wurde eine neue Büste des Bildhauers Boguslaw Nowak in Bunzlau enthüllt.[3]
- Martin Opitz ist Namenspatron der Martin-Opitz-Bibliothek in Herne, die umfangreiche Literatur über ihn besitzt.[4]
- In Berlin wurde 1906 die Martin-Opitz-Straße gewidmet.[5] Weitere Opitzstraßen oder Martin-Opitz-Straßen gibt es u. a. in Düsseldorf, Görlitz, Hamburg und München.
- In Bolesławiec gibt es eine Martin-Opitz-Str. und eine Büste am Eckgebäude ul. Marcina Opitza und Komuny Paryskiej.[6]

## Werkausgaben
- Gesammelte Werke, Kritische Ausgabe. 5 Bände in 8 Teilbänden. Band 1–4 hrsg. von George Schulz-Behrend, Band 5 von Gudrun Bamberger und Jörg Robert. Hiersemann, Stuttgart 1968–2021 (= Bibliothek des Literarischen Vereins Stuttgart. S. 295–297, 300–301, 312–313 und 355).
- Acht Bücher Deutscher Poematum. Breslau 1625.
- Des Griechischen Tragoedienschreibers Sophoclis Antigone. Danzig 1636 (online).
- Jesaias Fellgibel (Hrsg.): Des berühmten Schlesiers Martin Opitz von Boberfeld Opera geistlicher und weltlicher Gedichte / nebst beigefügten anderen Tractaten (z.B. Poemata) sowohl deutsch als auch lateinisch […]. 4 Bände. Breslau 1689 (Erstausgabe der ersten vollständigen Gesamtausgabe). 2. Auflage, um dt. Poeterey (Prosodia germanicae) ergänzt, ebenda 1690.
- Georg Witkowski (Hrsg.): Teutsche Poemata. Abdruck der Ausgabe von 1624 mit den Varianten der Einzeldrucke und der späteren Ausgaben. Niemeyer, Halle a. S. 1902 (= Neudrucke deutscher Literaturwerke. 189/192).
- Erich Trunz (Hrsg.): Martin Opitz, Geistliche und weltliche Poemata. 3 Bände. Niemeyer, Tübingen 1975.
- Klaus Conermann (Hrsg.): Briefwechsel und Lebenszeugnisse. Kritische Edition mit Übersetzungen. 3 Bände. De Gruyter, Berlin/New York 2009, ISBN 978-3-11-021595-3.
- Lateinische Werke. Hrsg., übersetzt und kommentiert von Veronika Marschall und Robert Seidel. 3 Bände.  De Gruyter, Berlin/New York 2009–2015.

## Literatur

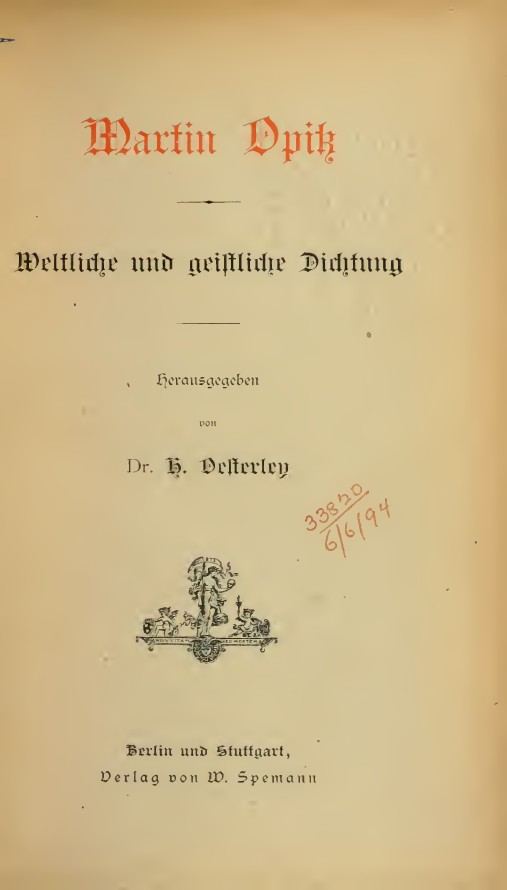
Weltliche und geistliche Dichtung (1888)

### Bibliografien
- [Artikel] Martin Opitz. In: Gerhard Dünnhaupt: Personalbibliographien zu den Drucken des Barock, Bd. 4. Hiersemann, Stuttgart 1991, ISBN 3-7772-9122-6, S. 3005–3074 [Werk- und Literaturverzeichnis].

### Übersichten
- Friedrich Strehlke: Martin Opitz: Eine Monographie. Leipzig, 1856 (Digitalisat).
- Franz Muncker: Opitz, Martin. In: Allgemeine Deutsche Biographie (ADB). Band 24, Duncker & Humblot, Leipzig 1887, S. 370–378.
- Klaus Garber: Opitz von Boberfel[d]t, Martin. In: Neue Deutsche Biographie (NDB). Band 19, Duncker & Humblot, Berlin 1999, ISBN 3-428-00200-8, S. 552–554 (Digitalisat).
- [Eintrag] Martin Opitz. In: Heinz Ludwig Arnold (Hrsg.): Kindlers Literaturlexikon. 3., völlig neu bearbeitete Auflage. Metzler, Stuttgart/Weimar 2009, ISBN 978-3-476-04000-8, Bd. 12, S. 352–355 [Biogramm, Werkartikel Buch von der deutschen Poeterey von Rolf Schröder, Teutsche Poemata und Aristarchus wieder die Verachtung Teutscher Sprach von Hans-Joachim Jakob, Trost Gedichte in Widerwertigkeit des Krieges von Klaus Haberkamm].

### Einführungen
- Marian Szyrocki: Martin Opitz. 2. Auflage. München 1974.

### Studien zu speziellen Aspekten
- Erwin Fuhrmann: Augustinus Iskra Silesius, ein unbekannter Verehrer von Martin Opitz. In: Schlesische Geschichtsblätter. 1912, S. 32–34.
- Richard Alewyn: Vorbarocker Klassizismus und griechische Tragödie: Analyse der „Antigone“-Übersetzung des Martin Opitz. Darmstadt 1962 (Nachdruck der Ausgabe Heidelberg 1926).
- Janis Little Gellinek: Die weltliche Lyrik des Martin Opitz. Bern 1973 (ursprünglich: Dissertation, Yale 1965).
- Franz Heiduk: Augustinus Iskra Silesius. Neue Daten zu Leben und Werk eines wenig bekannten Opitz-Verehrers. In: Daphnis. Nr. 4, 1975, S. 187–189.
- Rudolf Drux: Martin Opitz und sein poetisches Regelsystem. Bonn 1976.
- Ulrich Seelbach: Mittelalterliche Literatur in der Frühen Neuzeit. In: Chloe. Beihefte zum Daphnis Nr. 33, 2000, S. 89–115 (Abschnitt III und IV: Melchior Goldast und Martin Opitz).
- Wilhelm Kühlmann: Martin Opitz. Deutsche Literatur und deutsche Nation. Heidelberg 2001.
- Thomas Borgstedt, Walter Schmitz (Hrsg.): Martin Opitz (1597–1639). Nachahmungspoetik und Lebenswelt. Tübingen 2002.
- Raymond Graeme Dunphy: The Middle High German „Annolied“ in the 1639 Edition of Martin Opitz. Glasgow 2003, ISBN 0-907409-11-3.
- Nicola Kaminski: Ex Bello Ars oder Der Ursprung der „Deutschen Poeterey“. Heidelberg 2004.
- Jörg-Ulrich Fechner: Wolfgang Kessler (Hrsg.): Martin Opitz 1597–1639. Fremdheit und Gegenwärtigkeit einer geschichtlichen Persönlichkeit. Freunde der Martin-Opitz-Bibliothek e. V., Herne 2006.
- Raymond Graeme Dunphy: Melchior Goldast und Martin Opitz. Humanistische Mittelalter-Rezeption um 1600. In: Nicola McLelland, Hans-Jochen Schiewer, Stefanie Schmitt (Hrsg.): Humanismus in der deutschen Literatur des Mittelalters und der Frühen Neuzeit. Niemeyer, Tübingen 2008, S. 105–121.
- Volkhard Wels: Kunstvolle Verse. Stil- und Versreformen um 1600 und die Entstehung einer deutschsprachigen ‚Kunstdichtung‘. Harrassowitz, Wiesbaden 2018, ISBN 978-3-447-11073-0 (online auf academia.edu).